# 李春發 (九巴足球運動員)
李春發（？—），香港足球運動員。職業生涯主要於港甲九巴度過，在四十年代末、五十年代初是球隊鋒線的不動主力。他也曾為香港與中華民國上陣，並協助中華民國獲得1954年馬尼拉亞運足球金牌。